# Billburttia
Billburttia je biljni rod iz porodice štitarki smješten u tribus Apieae, dio potporodice Apioideae. Opisan je 2009 godine, a pripadaju mu dvije vrste, obje madagaskarski endemi.

## Vrste
1. Billburttia capensoides Sales & Hedge
2. Billburttia vaginoides Sales & Hedge